# Szakir Ałkajew
Szakir Ibragimowicz Ałkajew, ros. Шакир Ибрагимович Алкаев (Алькаев) (ur. 26 lipca?/7 sierpnia 1897 w Petersburgu, zm. ?) – radziecki wojskowy (pułkownik), współtwórca Legionu Tatarów nadwołżańskich, członek Wołgotatarskiego Komitetu Narodowego podczas II wojny światowej.
W okresie międzywojennym służył w Armii Czerwonej. Był m.in. komendantem wojskowym Baku. Ukończył Akademię Wojskową im. Michaiła Frunzego w Moskwie, po czym objął funkcję szefa sztabu jednej z dywizji strzeleckich w Kijowskim Specjalnym Okręgu Wojskowym. Po ataku wojsk niemieckich na ZSRR 22 czerwca 1941 r., w stopniu pułkownika dowodził 171 Dywizją Strzelecką. Pod koniec września tego roku w rejonie Kijowa ranny dostał się do niewoli niemieckiej. Osadzono go w obozie jenieckim, gdzie podjął kolaborację z Niemcami. Został komendantem oflagu III-A w okupowanych Siedlcach, przeznaczonego dla czerwonoarmistów pochodzenia tatarskiego. Współtworzył Legion Tatarów nadwołżańskich. W 1942 r. wszedł w skład Wołgotatarskiego Komitetu Narodowego w Berlinie. Na pocztku marca 1944 r. brał udział w kurułtaju, czyli zjeździe przedstawicieli tatarskiego ruchu narodowo-wyzwoleńczego i innych narodów dawnego państwa Idel-Ural w Greisfeldzie, zostając członkiem Związku Walki Turko-Tatarów Idel-Uralu. Po zakończeniu wojny został aresztowany przez Sowietów. Podczas przesłuchań próbował udowodnić, że należał do antyniemieckiej grupy konspiracyjnej w Legionie Tatarów nadwołżańskich, stąd jego śledztwo trwało długo. Ostatecznie pod koniec lipca 1952 r. został skazany na karę 25 lat więzienia. W 1955 r. wymiar kary skrócono do 10 lat. Po jej odbyciu ponownie był sądzony pod koniec lat 50. za zwykłe przestępstwo kryminalne. Jego późniejsze losy są nieznane.